# Acer beTouch E110

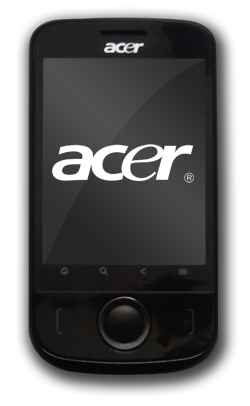
Acer beTouch E110 Black

Acer beTouch E110 là chiếc điện thoại thông minh sản xuất bởi Acer Inc. của Đài Loan, chạy hệ điều hành Android 1.5. Nó tập trung vào mạng xã hội, với các tính năng để tích hợp với Facebook, Twitter và các mạng xã hội khác.
beTouch E110 được ra mắt vào ngày 15 tháng 2 năm 2010. Chiếc điện thoại này được quảng bá như một thiết bị Android giá rẻ. Nó thiếu khả năng kết nối Wi-Fi.